# 阿瓦倫 (佛羅里達州)
阿瓦倫（英語：Avalon）是位於美國佛羅里達州聖羅薩縣的一個人口普查指定地區。

## 地理
阿瓦倫的座標為30°32′12″N 87°06′03″W / 30.53667°N 87.10083°W，而該地最高點為海拔高度3米（即10英尺）。

## 人口
根據2010年美國人口普查的數據，阿瓦倫的面積為10.74平方千米，當中陸地面積為9.96平方千米，而水域面積為0.78平方千米。當地共有人口679人，而人口密度為每平方千米63人。